# Sybille Schönrock
Sybille Schönrock (Wittenberg, República Democrática Alemana, 28 de julio de 1964) es una nadadora alemana retirada especializada en pruebas de estilo mariposa, donde consiguió ser campeona olímpica en 1980 en los 200 metros.

## Carrera deportiva
En los Juegos Olímpicos de Moscú 1980 ganó la medalla de plata en los 200 metros mariposa, con un tiempo de 2:10.45 segundos, tras su compatriota Ines Geissler que batió el récord olímpico con 2:10.44 segundos, y por delante de la australiana Michelle Ford.